# بامو میته
بامو میته (انگلیسی: Bamo Meïté؛ زادهٔ ۳ دسامبر ۲۰۰۱) بازیکن فوتبال اهل ساحل عاج است.
از باشگاه‌هایی که در آن بازی کرده است می‌توان به باشگاه فوتبال المپیک مارسی، باشگاه فوتبال استاد لاوالوا، و باشگاه فوتبال لوریان اشاره کرد.
وی همچنین در تیم ملی فوتبال ساحل عاج بازی کرده است.